# Caballo Spiti

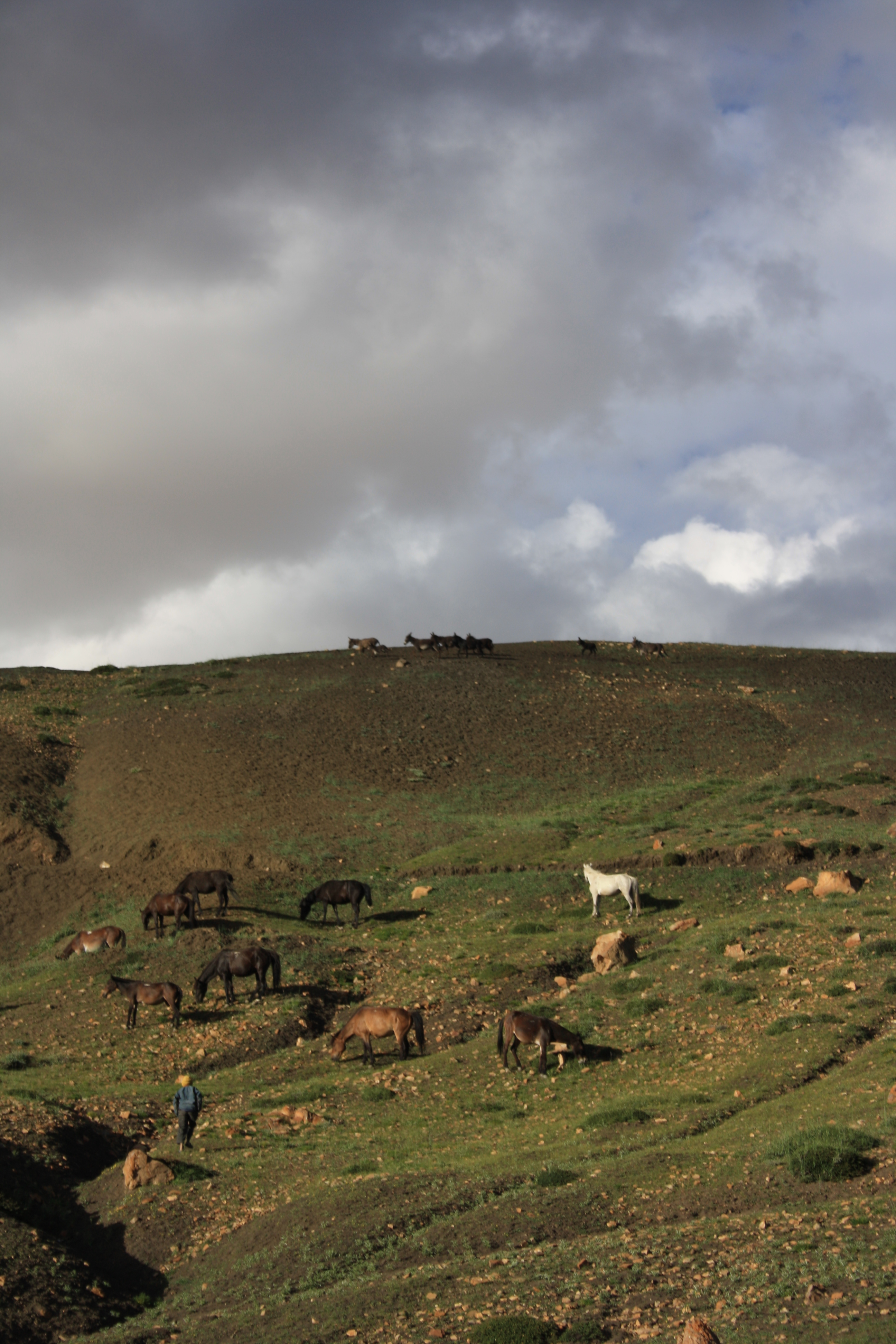
Caballos cerca de Langza en el valle de Spiti

El caballo Spiti es una raza de pequeño caballo de montaña o poni de Himachal Pradesh en el norte de India. Toma su nombre del río Spiti, y se encuentra principalmente en los distritos de Kullu, Lahaul y Spiti y Kinnaur del estado.

## Historia
Se desconocen los orígenes del caballo Spiti. Toma su nombre del río Spiti, y se encuentra principalmente en los distritos de Kullu, Lahaul y Spiti y Kinnaur del estado.
En 2004 se reportó una población de raza de 4000; las cifras parecían estar en rápido declive, y la raza necesitaba urgentemente conservación.: 76  En 2007, su estado de conservación fue registrado por la FAO como "no en riesgo";: 61  en 2021, su estado fue reportado a DAD-IS como "en riesgo".

## Características
El caballo Spiti tiene cierta similitud con las razas mongolas y tibetanas;: 201  el análisis de diversidad genética muestra que está cerca del caballo Zaniskari, que ocupa un rango similar en el Himalaya. Se documenta algún intercambio entre las dos razas;: 5  sin embargo, la raza Spiti está menos adaptada a altitudes muy altas.
Es un pequeño y robusto caballo de montaña, bien adaptado al entorno riguroso del Himalaya. Es rápido y seguro en el terreno montañoso, se mueve con seguridad sobre hielo, y tiene buena resistencia y tolerancia al frío y a enfermedades.: 76  Se utiliza tanto como animal de carga como para equitación.: 76  Los colores de pelaje usuales son bayo, negro, piebald y tordo.: 77 